# Pudsey (circonscription britannique)

Pudsey dans le West Yorkshire.

La circonscription de Pudsey est une circonscription électorale anglaise située dans le West Yorkshire, et représentée à la Chambre des communes du Parlement britannique depuis 2010 par Stuart Andrew, du Parti conservateur.